# Rain or Shine
Pour plus de détails, voir Fiche technique et Distribution.
Rain or Shine est un film américain réalisé par Frank Capra, sorti en 1930.

## Synopsis
Smiley Johnson gère le cirque de monsieur feu M.Rainey. Smiley a juré à ce dernier de s'occuper du cirque tout en étant amoureux, en secret, de la fille de Rainey, la ravissante Mary. Elle même amoureuse de Bud, un étudiant de la bourgeoisie ayant rejoint la troupe dans le seul but de s'amuser. Au cours d'un dîner chez les parents de ce dernier, Smiley provoque une dispute et Mary le congédie. Elle confie son poste à Dalton, mais celui-ci, acoquiné à Foltz, le dompteur, ne pense qu'à reprendre le cirque dès la déclaration de mise en faillite. La troupe, ulcérée, se met en grève. Mais Smiley revient et tente de sauver le spectacle.
À la suite d'une manœuvre de Dalton, cela tourne à la bagarre générale entre spectateurs et artistes. Mary prise au piège dans un chapiteau en flamme est sauvée par Smiley.

## Fiche technique
- Titre français : Rain or Shine
- Réalisation : Frank Capra
- Scénario : Jo Swerling et Dorothy Howell d'après la pièce de James Gleason et Maurice Marks
- Photographie : Joseph Walker
- Montage : Maurice Wright
- Production : Frank Capra, Harry Cohn
- Société de production : Columbia Pictures
- Pays d'origine : États-Unis
- Format : Noir et blanc - Mono
- Date de sortie : 1930

## Distribution
- Joe Cook : Smiley Johnson
- Louise Fazenda : Frankie
- Joan Peers : Mary Rainey
- William Collier Jr. : Bud Conway
- Nora Lane : Grace Conway
- Tom Howard : Amos K. Shrewsberry
- Dave Chasen : Dave
- Alan Roscoe : Dalton
- Clarence Muse : Nero
- Nella Walker : Mme Conway
- James J. Jeffries (non crédité)